# Putifigari
Putifigari település Olaszországban, Szardínia régióban, Sassari megyében. Lakosainak száma 676 fő (2023. január 1.). Putifigari Alghero, Ittiri, Uri és Villanova Monteleone községekkel határos.

## Népesség
A település lakossága az elmúlt években az alábbi módon változott:
| Lakosok száma | 729  | 719  | 676  |
|               | 2017 | 2018 | 2023 |